# Haematopus bachmani
Haematopus bachmani là một loài chim trong họ Haematopodidae.
Loài chim lội này được tìm thấy trên đường bờ biển phía tây Bắc Mỹ. Phạm vi phân bô trải dài từ quần đảo Aleutia của Alaska đến bờ biển của bán đảo Baja California.
Haematopus bachmani là đại diện duy nhất của họ chim lội (Haematopodidae) trên hầu hết phạm vi phân bố, có trùng lặp một phần nhỏ với loài chim mò ốc Mỹ (H. palliatus) trên bờ biển Baja California. Tên khoa học của loài này được John James Audubon lấy từ tên của người bạn John Bachman.

## Hình ảnh

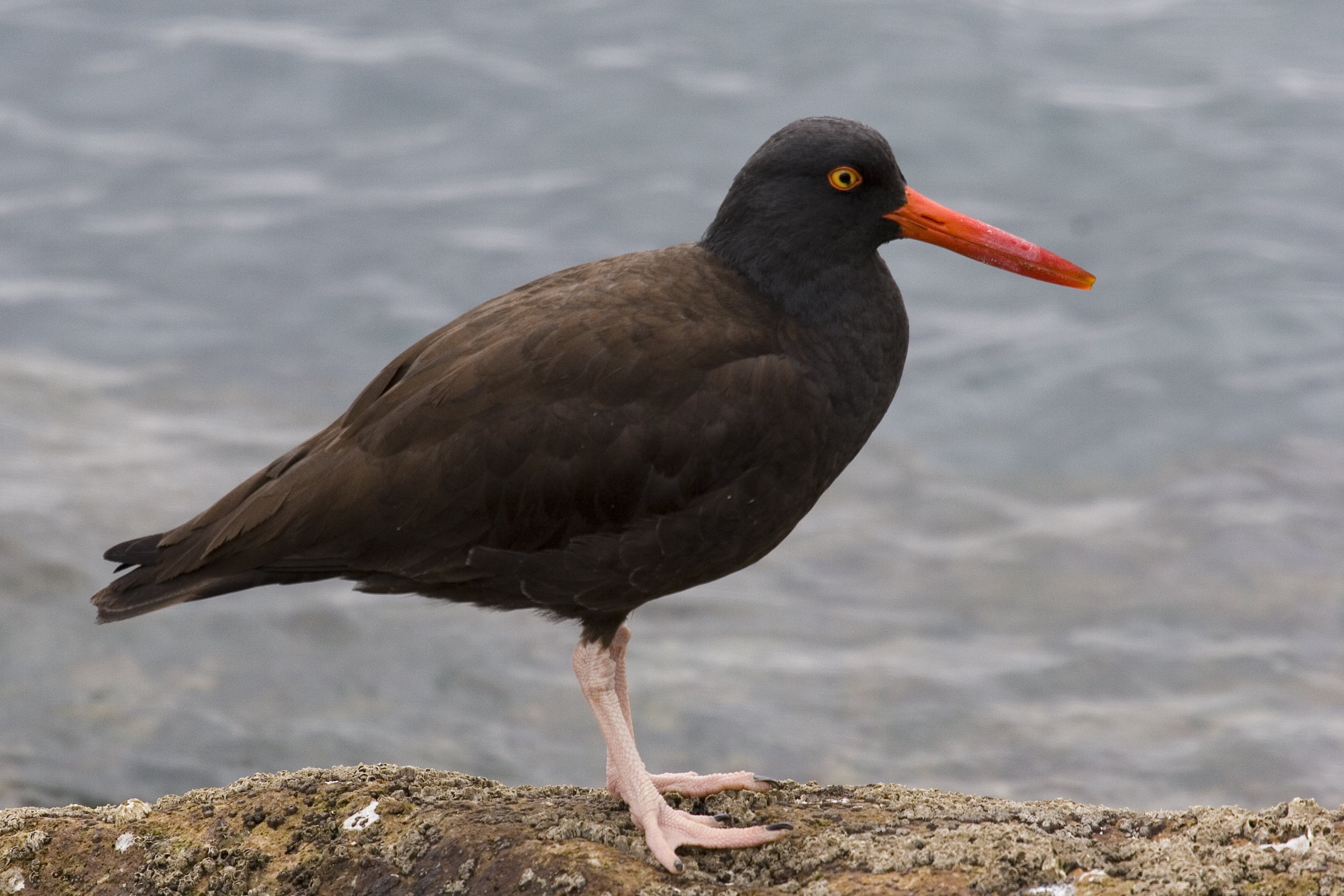
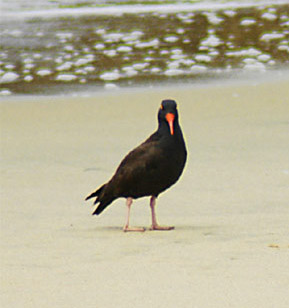
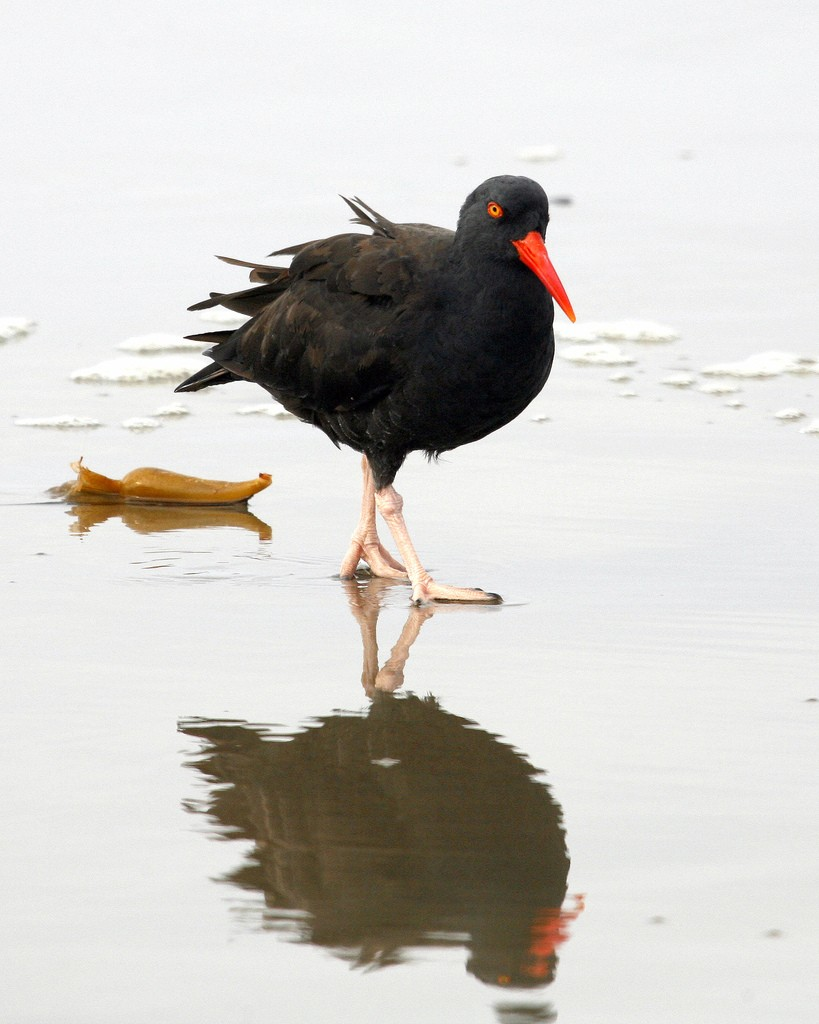
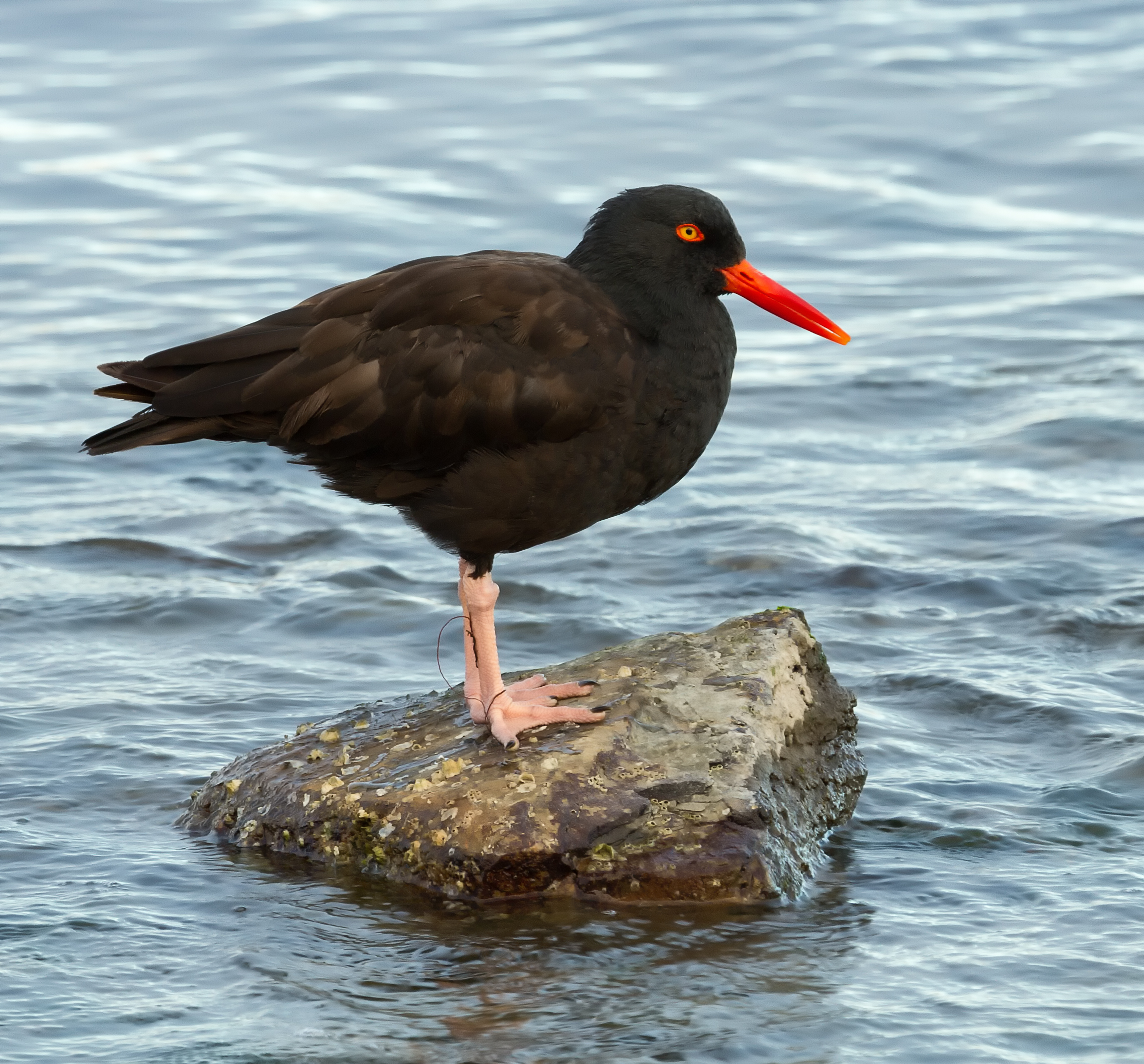
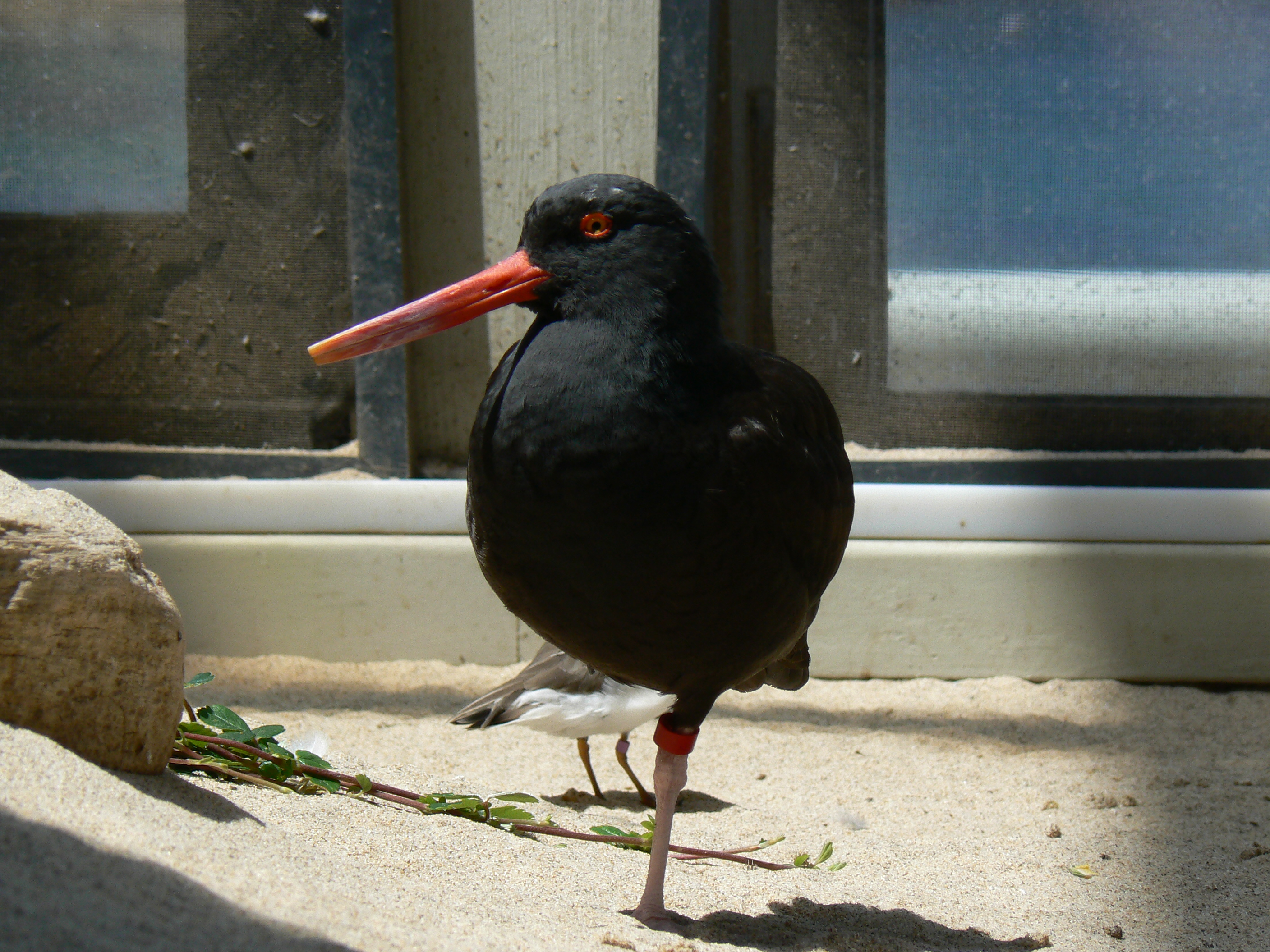
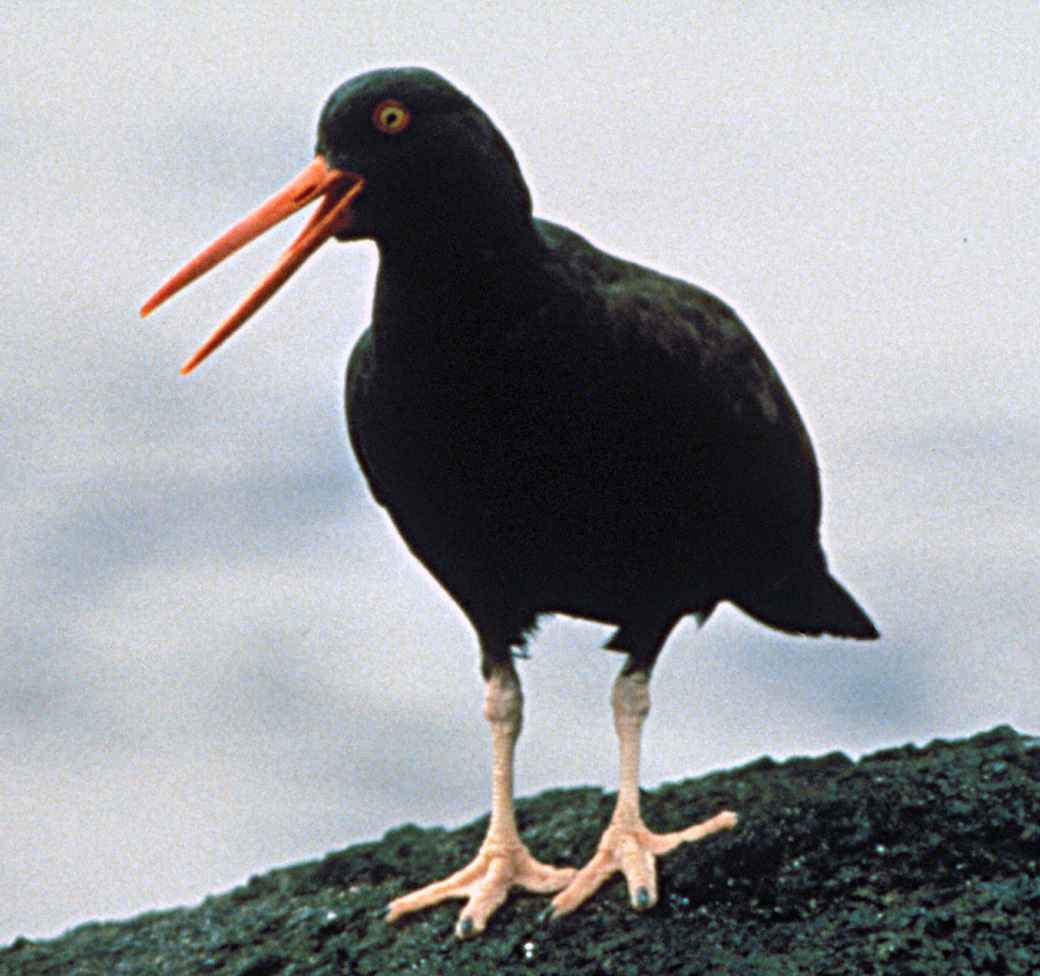